# Дьюси, Даг
Ду́глас (Даг) Э́нтони Дью́си (англ. Douglas A. «Doug» Ducey; род. 9 апреля 1964, Толидо, Огайо) — американский политик-республиканец, губернатор Аризоны (2015—2023).
Переехал в Аризону в 1982 году для обучения в Университете штата, где получил степень бакалавра по финансам в 1986 году. Работал в компании Procter & Gamble. С 1995 года — партнёр в компании Cold Stone Creamery, где был на должности CEO с 2000 до 2007 года, когда вместе с деловыми партнёрами продал компанию. С 2008 до 2012 года Дьюси работал на компанию iMemories. С 2011 до 2015 года — казначей штата Аризона.
Женат, имеет троих детей.